# مزرعة منصور جرجاني (المزرعة الجنوبية)
مزرعة منصور جرجاني (بالفارسية: مزرعه منصور جرجانی) هي قرية تقع في إيران في قسم المزرعة الجنوبیة الريفي. يقدر عدد سكانها بـ 131 نسمة بحسب إحصاء 2016.